# Friedrich Wilhelm Schnitzler
Friedrich Wilhelm Schnitzler  (Ohnastetten, 1928. december 16. – Ohnstetten, 2011. július 15.) német kereszténydemokrata politikus, a Német Szövetségi Köztársaság tartományi gyűlésének lobbistája.